# Palacete António José Gomes
O Palacete António José Gomes é um palacete localizado no centro da Cova da Piedade, na atual freguesia de Almada, Cova da Piedade, Pragal e Cacilhas, no Município de Almada.
Mais conhecido por Palácio e Chalet, foi a grandiosa obra onde habitou António José Gomes, o primeiro a trazer a cultura do telefone e do carro.[carece de fontes?]
O Palacete António José Gomes, bem como o jardim e a cocheira estão classificados como Monumento de Interesse Público desde 2013.
Atualmente, o Palacete António José Gomes funciona como sede da Sociedade Filarmónica União Artística Piedense - SFUAP.